# Cookeilandse dollar
Op de Cookeilanden zijn twee munteenheden in omloop, namelijk de Nieuw-Zeelandse dollar en de Cookeilandse dollar (ook wel Cookeilandendollar, Cookeilanddollar of de Engelse naam Cook Islands dollar). Deze munteenheden hebben een vaste 1-op-1 wisselkoers tot elkaar.
De eerste munten werden in 1972 in omloop gebracht en de eerste bankbiljetten in 1987 (3, 10 en 20 dollar, en 50 dollar in 1992). De Cookeilandse dollar is opgesplitst in 100 cent. De Cookeilandse dollar heeft geen eigen valutacode (ISO 4217).